# Мусатаева, Виктория Назымовна
Виктория Назымовна Мусатаева (урожд. Адыева, 24 апреля 1981) — казахстанская хоккеистка, защитница клуба «Айсулу» и сборной Казахстана. Мастер спорта Республики Казахстан международного класса.

## Карьера
В составе казахстанской сборной принимала участие в Олимпиаде-2002 (Солт-Лейк-Сити), где казахстанские хоккеистки довольствовались восьмым местом.
На чемпионате мира по хоккею В. Адыева играла на нескольких чемпионатах мира.
| Год  | Дивизион     | Результат | Примечание                     |
| ---- | ------------ | --------- | ------------------------------ |
| 2000 | Группа «В»   | 1 место   | переход в Топ-дивизион         |
| 2001 | Топ-дивизион | 8 место   | выбыли в I дивизион            |
| 2003 | I дивизион   | 2 место   |                                |
| 2004 | I дивизион   | 1 место   | перешли в Топ-дивизион         |
| 2005 | Топ-дивизион | 7 место   |                                |
| 2007 | Топ-дивизион | 9 место   | выбыли в I дивизион            |
| 2008 | I дивизион   | 1 место   | перешли в Топ-дивизион         |
| 2009 | Топ-дивизион | 6 место   |                                |
| 2011 | Топ-дивизион | 8 место   | выбыли в I дивизион            |
| 2012 | I дивизион   | 6 место   | выбыли в I дивизион (группа B) |

На Азиадах в составе казахстанской сборной завоевывала бронзу Канвондо (1999) и трижды — золото: в Аомори (2003), Чанчуне (2007) и в Алматы (2011).
«Айсулу» (Алма-Ата) — базовая команда женской сборной Казахстана. В составе «Айсулу» стала неоднократной чемпионкой Казахстана (2004, 2005, 2006, 2007/08, 2008/09, 2009/10, 2010/11, 20012/12). 7 раз участвовала в розыгрыше Кубка европейских чемпионов. Лучший результат — 4 место (2010/11).

## Семья
Замужем. Муж — Георгий Мусатаев — хоккейный тренер, в прошлом защитник. Имеет двоих детей.
Высшее образование — Казахская академия туризма и спорта (2002), спортивный инструктор.